# Kirmond le Mire
Kirmond le Mire est une paroisse civile et un village du Lincolnshire, en Angleterre.